# Bošnjačka stranka
 Ovo je glavno značenje pojma Bošnjačka stranka. Za druga značenja pogledajte Bošnjačka stranka (razdvojba).
Bošnjačka stranka (BS) je parlamentarna politička stranka u Crnoj Gori. Osnovana je 2006. godine. Zalaže se za ostvarivanje interesa i zaštitu prava bošnjačkog naroda u okviru državnih granica Crne Gore. Ne podržava regionalno povezivanje Bošnjaka na širem prostoru Sandžaka.

## Povijest
Do osnivanja Bošnjačke stranke došlo je početkom 2006. godine, u vrijeme priprema za održavanje referenduma o državnom statusu Crne Gore. Usporedo s približavanjem referendumskog izjašnjavanja, bošnjački narod se u crnogorskom dijelu Sandžaka počeo suočavati s velikim političkim i povijesnim izazovima, koji su proisticali iz moguće državno-političke podjele Sandžaka, koja bi nastupila kao posljedica eventualnog raspada tadašnje Državne zajednice Srbije i Crne Gore. Takva podjela je sa sobom nosila opasnost od dalje fragmentacije i marginalizacije Bošnjaka, što je izazivalo zabrinutost među bošnjačkim političkim prvacima, kako u Crnoj Gori, tako i u regionu.
Nastojeći da odgovore na pritiske i pozive koji su dolazili s raznih strana, kako od vladajućih stranaka, tako i od unionističke opozicije, prvaci pojedinih bošnjačkih stranaka su početkom 2006. godine započeli pregovore u cilju međusobnog organizacionog povezivanja i stvaranja jedinstvene političke stranke, koja bi u tom ključnom političkim i povijesnom trenutku zastupala strateške interese bošnjačkog naroda u Crnoj Gori. Nakon inicijalnih pregovora i unutrašnjih rasprava u okviru pojedinih stranaka, za potpuno ujedinjenje su se opredijelile četiri stranke: Stranka demokratske akcije Crne Gore (SDA), Internacionalna demokratska unija (IDU), Stranka nacionalne ravnopravnosti (SNR) i Bošnjačko-muslimanski savez (BMS). Do formalnog ujedinjenja i stvaranja Bošnjačke stranke došlo je 26. veljače 2006. godine, na velikom saboru koji je održan u Rožajama. Tom prilikom je za predsjednika Bošnjačke stranke izabran Rafet Husović, a usvojeni su i ključni programski dokumenti u kojima su formulisani strateški ciljevi stranačke politike. Ključni cilj se ogledao u zahtjevu za priznavanjem konstitutivnosti bošnjačkog naroda u Crnoj Gori, neovisno od ishoda predstojećeg referenduma. Povodom samog referenduma, osnivačka skupština se nije izjašnjavala, prepustivši novoustanovljenim organima stranke da o tom pitanju otpočnu pregovore s ostalim političkim činiocima u Crnoj Gori.

## Odnos prema refendumu
Prvobitna, široko postavljena politička platforma Bošnjačke stranke, naišla je na odobravanje i među predstavnicima nekih drugih bošnjačkih stranaka i organizacija. Međutim, ubrzo se pokazalo da u rukovodstvu Bošnjačke stranke preovladava struja koja se zalaže za sklapanje sporazuma s crnogorskim vladajućim strankama. Tim povodom je došlo do kompleksnih pregovora između rukovodstva Bošnjačke stranke i predstavnika vladajuće Demokratske partije socijalista (DPS) Crne Gore. Pregovori su rezultirali postizanjem suglasnosti o strateškim pitanjima, što je formalizovano sklapanjem Podgoričkog sporazuma, koji je potpisan 23. ožujka 2006. godine. U zamjenu za referendumsku podršku crnogorskoj državnoj neovisnosti, rukovodstvo Bošnjačke stranke je od predstavnika DPS-a tražilo i dobilo niz obećanja, koja su se odnosila na konstitutivnost bošnjačkog naroda, garantovanu zastupljenost Bošnjaka na svim nivoima vlasti i pronalaženje niza konkretnih rješenja za neometan nacionalni i kulturni razvoj Bošnjaka u Crnoj Gori. Nakon dobivanja takvih garancija, Glavni odbor Bošnjačke stranke je znatnom većinom glasova donio odluku da bošnjačke glasače pozove da na predstojećem referendumu podrže neovisnost Crne Gore.
Takva odluka je dovela do prvih unutrašnjih podjela, pošto dio stranačkog rukovodstva nije bio spreman da podrži rješenja koja bi u krajnjem ishodu vodila ka nepovratnoj podjeli Sandžaka. Usporedo s pristajanjem Bošnjačke stranke uz blok za neovisnost, došlo je do organiziranja posebne skupine bošnjačkih prvaka, koji su se protivili svakoj podjeli Sandžaka te su stoga bili protivni i odvajanju Crne Gore od Srbije. Ta skupina je krajem ožujka 2006. godine dobila podršku i od Bošnjačkog nacionalnog vijeća (BNV) iz Novog Pazara, nakon čega je u Crnoj Gori osnovan Bošnjački blok, koji je u ime narodnog jedinstva pozvao bošnjačke glasače da podrže ostanak Crne Gore u državnoj zajednici sa Srbijom.
Tokom travnja i svibnja 2006. godine, čelnici Bošnjačke stranke i Bošnjačkog bloka su u sklopu referendumske kampanje nastojali da na svoju stranu privuku što veći broj bošnjačkih glasača. Nakon referenduma o neovisnosti Crne Gore, koji je održan 21. svibnja 2006. godine, postalo je jasno da je referendumski proces uspio upravo zahvaljujući glasovima Bošnjaka, koji su u velikoj većini podržali neovisnost Crne Gore. Iako je Bošnjačka stranka znatno doprinijela ostvarenju tog cilja, ispunivši svoj dio sporazuma s crnogorskim vladajućim strankama, ubrzo se pokazalo da postoje različita gledišta ne samo o dinamici realizacije, već i o suštini postignutih predreferendumskih sporazuma. Time je označen početak borbe za realizaciju dogovorenih ciljeva, a ta borba traje i do danas.

## Predsjednici
| #  | fotografija | ime                          | mandat | mandat     | mandat |
| -- | ----------- | ---------------------------- | ------ | ---------- | ------ |
| 1. |             | Rafet Husović (1964. – 2021) | 2006.  | 2021.      |        |
| 2. |             | Ervin Ibrahimović (r. 1972.) | 2021.  | trenutačno |        |

## Vanjske poveznice
- (boš.) Službena stranica Bošnjačke stranke